# Dacnis hartlaubi
Dácnis-turquesa ou saí-turquesa (Dacnis hartlaubi) é uma espécie de ave da família Thraupidae.
É endémica da Colômbia.
Os seus habitats naturais são: florestas subtropicais ou tropicais húmidas de baixa altitude, regiões subtropicais ou tropicais húmidas de alta altitude e plantações .
Está ameaçada por perda de habitat.